# قدمگاه (آذرشهر)
قدمگاه یکی از روستاهای استان آذربایجان شرقی است که در دهستان قبله‌داغی بخش حومه واقع شده‌است.
این روستا از مرکز شهر آذرشهر 12 کیلومتر فاصله دارد،وجود غارومسجد قدیمی که قدمت آن را به پیش از اسلام نسبت میدهند این روستا را بعنوان یکی از مناطق توریستی شهرستان قرارداده است.این اثر صخره ای گنبدی شکل  15مترقطر و  12متر ارتفاع  دارد.در بالای گنبد این معبدروزنه ای به قطر یکمتر  برای تهویه و روشنایی تعبیه شده است. ابتدا به عنوان معبد مهر توسط مهرپرستان استفاده شده و به تدریج در قرون ششم و هفتم و هشتم به بعدبه عنوان نیایشگاه دراویش و عرفا بود و سپس به مسجد تبدیل شد . در حال حاضر نیز مردم برای انجام برخی مراسم مذهبی از این مسجد استفاده می کنند. در 200 متری این مکان، گورستان تاریخی قدمگاه واقع شده است، قدمت این گورستان تاریخی مربوط به سدهٔ 6 تا 10 هجری قمری بوده و این اثر باین مکان در سال ۱۳۴۷ با شماره ۷۷۹ در فهرست آثار تاریخی کشور به ثبت رسید.محراب معبد ( يا مسجد) با شکل مقرنس‌ ساده به دورهٔ صفوى تعلق دارد. از این نوع معبد مهر پرستی در شهرهای مراغه و نیر هم وجود دارند که دارای فضاهای متعدد گنبدی شکل هستند. در اصل این مهر کده ها پرستشگاه پیروان  آیین راز آمیز مهر یا میترا بوده است.این روستا ۵۸۹ نفر جمعیت دارد.